# Warriors de Moose Jaw
Les Warriors de Moose Jaw sont un club de hockey sur glace du Canada, basé à Moose Jaw dans la Saskatchewan et évoluant dans la Ligue de hockey de l'Ouest. La franchise est apparue en 1984-1985, à la suite du déménagement des Warriors de Winnipeg. Ils n'ont jamais remporté le championnat de la LHOu, ni la Coupe Memorial.

## Les logos

Logo de 1996/97 à 2000/01
Logo de 2001/02 à 2021/22
Logo depuis 2022